# Agrostis schneideri
Agrostis schneideri är en gräsart som beskrevs av Pilg.. Agrostis schneideri ingår i släktet ven, och familjen gräs. Inga underarter finns listade i Catalogue of Life.